# Církevní oblast
Církevní oblast (latinsky regio ecclesiastica) je v římskokatolické církvi správní jednotka skládající se z několika provincií, která může (ale nemusí) být samostatnou právnickou osobou. Podle kánonu 433 CIC zřizuje církevní oblasti Svatý stolec zejména v zemích s velkým počtem diecézí, a to na návrh příslušné biskupské konference.
Dosud byly církevní oblasti zřízeny v Itálii (16), Francii (9), Spojených státech amerických (15), Kanadě (5), Mexiku (15) a Brazílii (16).

## Církevní oblasti v Itálii
1. Abruzzo-Molise
2. Basilicata
3. Calabria
4. Campania
5. Emilia-Romagna
6. Lazio
7. Liguria
8. Lombardia
9. Marche
10. Piemonte - Val d'Aosta
11. Puglia
12. Sardegna
13. Sicilia
14. Toscana
15. Triveneto
16. Umbria

## Církevní oblasti v USA
Území spadající pod americkou biskupskou konferenci je rozděleno na 14 církevních oblastí, které spojují všechny církevní provincie latinského ritu v USA a jednu církevní oblast zahrnující všechny diecéze katolických křesťanů východního ritu.

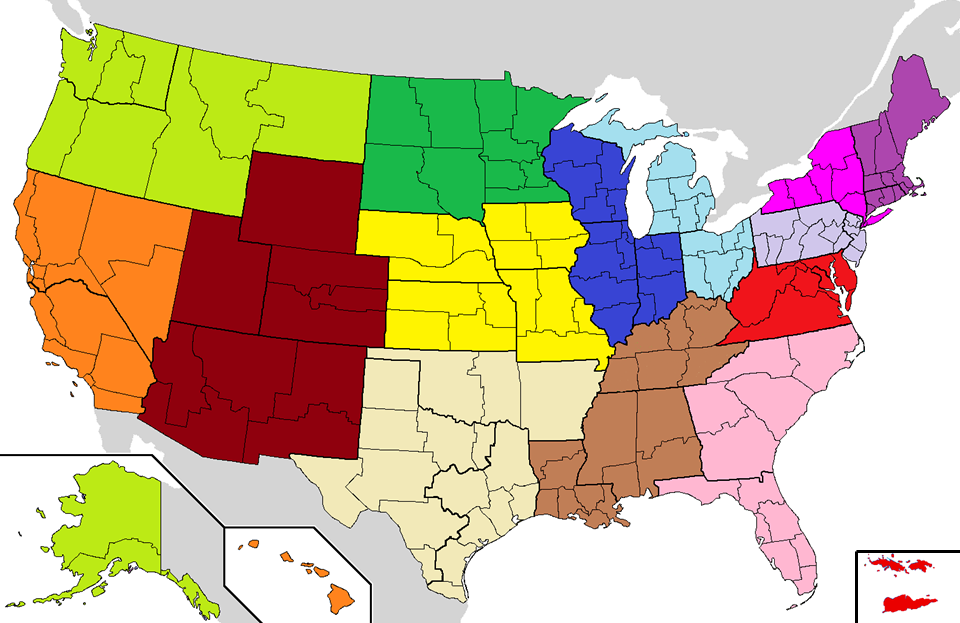
Latinská církev ve Spojených státech je rozčleněna do čtrnácti geografických oblastí, zatímco patnáctou oblast tvoří východní katolické eparchie a exarcháty.

- Církevní oblast I (CT, MA, ME, NH, RI, VT)
  - Církevní provincie Boston
  - Církevní provincie Hartford
- Církevní oblast II (NY)
  - Církevní provincie New York
- Církevní oblast III (NJ, PA)
  - Církevní provincie Filadelfie
  - Církevní provincie Newark
- Církevní oblast IV (DC, DE, MD, VA, WV)
  - Církevní provincie Baltimore
  - Církevní provincie Washington
  - Arcidiecéze vojenských služeb (USA)
- Církevní oblast V (AL, KY, LA, MS, TN)
  - Církevní provincie Louisville
  - Církevní provincie Mobile
  - Církevní provincie New Orleans
- Církevní oblast VI (OH, MI)
  - Církevní provincie Cincinnati
  - Církevní provincie Detroit
- Církevní oblast VII (IL, IN, WI)
  - Církevní provincie Chicago
  - Církevní provincie Indianapolis
  - Církevní provincie Milwaukee
- Církevní oblast VIII (MN, ND, SD)
  - Církevní provincie Saint Paul a Minneapolis
- Církevní oblast IX (IA, KS, MO, NE)
  - Církevní provincie Dubuque
  - Církevní provincie Kansas City
  - Církevní provincie Omaha
  - Církevní provincie Saint Louis
- Církevní oblast X (AR, OK, TX)
  - Církevní provincie Galveston-Houston
  - Církevní provincie Oklahoma City
  - Církevní provincie San Antonio
  - Osobní ordinariát Stolce svatého Petra
- Církevní oblast XI (CA, HI, NV)
  - Církevní provincie Los Angeles
  - Církevní provincie San Francisco
- Církevní oblast XII (AK, ID, MT, OR, WA)
  - Církevní provincie Anchorage
  - Církevní provincie Portland
  - Církevní provincie Seattle
- Církevní oblast XIII (AZ, CO, NM, WY)
  - Církevní provincie Denver
  - Církevní provincie Las Vegas
  - Církevní provincie Santa Fe
- Církevní oblast XIV (FL, GA, NC, SC)
  - Církevní provincie Atlanta
  - Církevní provincie Miami
- Církevní oblast XV zahrnuje všechny diecézní struktury pro katolíky východních obřadů:
  - Provincie Filadelfie (řeckokatolická ukrajinská)
    - Ukrajinská katolická eparchie sv. Mikuláše v Chicagu
    - Ukrajinská katolická eparchie ve Stamfordu
    - Eparchie sv. Josafata v Parmě

  - Provincie Pittsburgh (rusínská)
    - Byzantská katolická eparchie Parma
    - Byzantská katolická eparchie Passaic
    - Byzantská katolická eparchie Ochrany Panny Marie ve Phoenixu

  - eparchie ostatních východních katolických církví, které nemají metropolitní stolec na území Spojených států:
    - Eparchie Panny Marie Naregské v New Yorku (arménská)
    - Chaldejská eparchie svatého Petra Apoštola v San Diegu (chaldejská)
    - Chaldejská eparchie svatého Tomáše Apoštola v Detroitu (chaldejská)
    - Maronitská eparchie Panny Marie Libanonské v Los Angeles (maronitská)
    - Maronitská eparchie sv. Marona v Brooklynu (maronitská)
    - Melchitská eparchie Zvěstování Panny Marie v Newtonu (řeckokatolická melchitská)
    - Rumunská eparchie svatého Jiří v Cantonu (řeckokatolická rumunská)
    - Syrská eparchie Panny Marie Osvoboditelky v Newarku (syrská) - bezprostředně podřízená Svatému stolci
    - Syro-malabarská eparchie svatého Tomáše Apoštola v Chicagu (syrsko-malabarská)
    - Eparchie Panny Marie Královny míru ve Spojených státech amerických a v Kanadě se sídlem v New Yorku (syrsko-malankarská)

## Církevní oblasti v Kanadě
Katolická církev v Kanadě je rozdělena do čtyř církevních oblastí:
- Církevní oblast Atlantik zahrnuje provincie Nové Skotsko, Nový Brunšvik, Ostrov prince Edwarda a Newfoundland a Labrador
  - Arcidiecéze Halifax-Yarmouth a její sufragánní diecéze
  - Arcidiecéze Moncton a její sufragánní diecéze
  - Arcidiecéze Saint John’s (Newfoundland) a její sufragánní diecéze
- Církevní oblast Québec zahrnuje provincii Québec
  - Arcidiecéze Gatineau a její sufragánní diecéze
  - Arcidiecéze montréalská a její sufragánní diecéze
  - Arcidiecéze quebecká a její sufragánní diecéze
  - Arcidiecéze Rimouski a její sufragánní diecéze
  - Arcidiecéze Sherbrooke a její sufragánní diecéze
  - Melchitská eparchie Nejsvětějšího Spasitele v Montréalu Melchitské řeckokatolické církve
  - Maronitská eparchie sv. Marona v Montréalu Maronitské katolické církve
- Církevní oblast Ontario zahrnuje provincii Ontario
  - Arcidiecéze Ottawa-Cornwall a její sufragánní diecéze
  - Arcidiecéze torontská a její sufragánní diecéze
  - Arcidiecéze Kingston a její sufragánní diecéze
  - Eparchie Toronto Ukrajinské řeckokatolické církve, sufragání k Archieparchii Winnipeg (jiná církevní oblast metropole)
  - Torontský řeckokatolický exarchát Rusínské řeckokatolické církve
  - Chaldejská eparchie Mar Addaie v Torontu Chaldejské katolické církve
- Církevní oblast Východu zahrnuje provincie Alberta, Manitoba, Britská Kolumbie, Saskatchewan a tři severní teritoria: Yukon, Severozápadní teritoria a Nunavut
  - Arcidiecéze Edmonton a její sufragánní diecéze
  - Arcidiecéze Grouard-McLennan a její sufragánní diecéze
  - Arcidiecéze Keewatin-Le Pas a některé její sufragánní diecéze
  - Arcidiecéze Regina a její sufragánní diecéze
  - Arcidiecéze Saint-Boniface
  - Arcidiecéze Winnipeg
  - Arcidiecéze vancouverská a její sufragánní diecéze
  - Archieparchie Winnipeg Ukrajinské řeckokatolické církve a některé její sufragánní eparchie

Mimo dotčené regiony se v Kanadě nachází následující diecézní struktury zahrnující jurisdikčně celé území státu, nebo přesahující státní území Kanady (některé církevně správní jednotky zahrnují území Kanady i USA).

## Církevní oblasti v Brazílii

Přehled církevních oblastí v Brazílii.

Římskokatolická církev v Brazílii je rozdělena do 16 církevních oblastí:
- Církevní oblast Sever 1 (Amazonas e Roraima)
  - Církevní provincie Manaus
- Církevní oblast Sever 2 (Pará)
  - Církevní provincie Belém do Pará
- Církevní oblast Severo-východ 1 (Ceará)
  - Církevní provincie Fortaleza
- Církevní oblast Severo-východ 2 (Pernambuco, Paraíba, Rio Grande do Norte e Alagoas)
  - Církevní provincie Olinda e Recife
  - Církevní provincie Paraíba
  - Církevní provincie Maceió
  - Církevní provincie Natal
- Církevní oblast Severo-východ 3 (Bahia e Sergipe)
  - Církevní provincie São Salvador da Bahia
  - Církevní provincie Vitória da Conquista
  - Církevní provincie Feira de Santana
  - Církevní provincie Aracaju
- Církevní oblast Severo-východ 4 (Piauí)
  - Církevní provincie Teresina
- Církevní oblast Severo-východ 5 (Maranhão)
  - Církevní provincie São Luís do Maranhão
- Církevní oblast Východ 1 (Rio de Janeiro)
  - Církevní provincie São Sebastião do Rio de Janeiro
  - Církevní provincie Niterói
- Církevní oblast Východ 2 (Minas Gerais e Espírito Santo)
  - Církevní provincie Mariana
  - Církevní provincie Diamantina
  - Církevní provincie Belo Horizonte
  - Církevní provincie Pouso Alegre
  - Církevní provincie Uberaba
  - Církevní provincie Juiz de Fora
  - Církevní provincie Montes Claros
  - Církevní provincie Vitória
- Církevní oblast Jih 1 (São Paulo)
  - Církevní provincie São Paulo
  - Církevní provincie Botucatu
  - Církevní provincie Campinas
  - Církevní provincie Ribeirão Preto
  - Církevní provincie Aparecida
  - Církevní provincie Sorocaba
- Církevní oblast Jih 2 (Paraná)
  - Církevní provincie Curitiba
  - Církevní provincie Londrina
  - Církevní provincie Maringá
  - Církevní provincie Cascavel
- Církevní oblast Jih 3 (Rio Grande do Sul)
  - Církevní provincie Passo Fundo
  - Církevní provincie Pelotas
  - Církevní provincie Porto Alegre
  - Církevní provincie Santa Maria
- Církevní oblast Jih 4 (Santa Catarina)
  - Církevní provincie Florianópolis
- Církevní oblast Středo-západ (Goiás, Distrito Federal e Tocantins)
  - Církevní provincie Brasília
  - Církevní provincie Goiânia
  - Církevní provincie Palmas
- Církevní oblast Západ 1 (Mato Grosso do Sud)
  - Církevní provincie Campo Grande
- Církevní oblast Západ 2 (Mato Grosso)
  - Církevní provincie Cuiabá
- Církevní oblast Severo-západ 2 (Rondônia, Acre e Amazonas)
  - Církevní provincie Porto Velho

Mimo dotčené regiony se v Brazílii nachází následující diecézní struktury zahrnující jurisdikčně celé území státu, nebo přesahující státní území Brazílie.

## Církevní oblasti ve Francii

Přehled církevních oblastí a provincií ve Francie v roce 2002

Katolická církev ve Francii byla v letech 1964-2004 rozdělena do církevních oblastí, které se nazývaly apoštolské oblasti (régions apostoliques).